# 코다이 졸탄

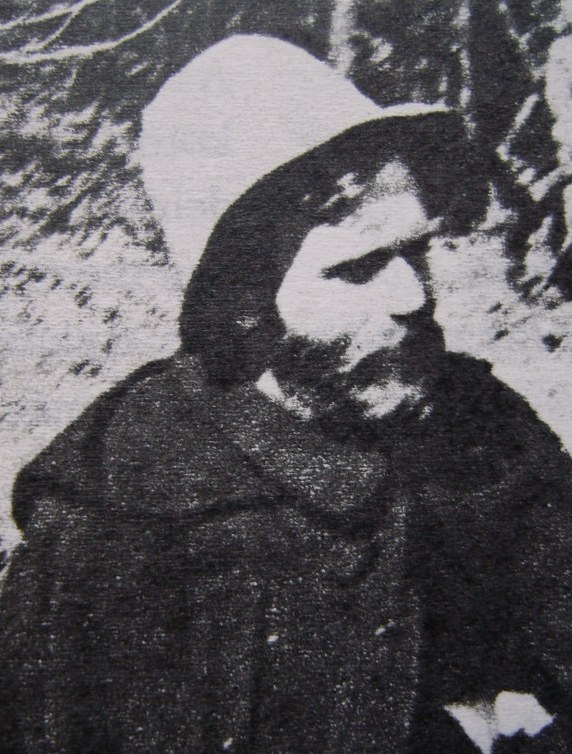
코다이 졸탄

코다이 졸탄(헝가리어: Kodály Zoltán, IPA: [ˈkodaːj ˈzoltaːn], 1882년 12월 16일 ~ 1967년 3월 6일)은 헝가리의 민속음악자, 교육자, 언어학자이자 철학자이다.
버르토크와 함께 헝가리 근대 음악을 대표하는 작곡가로서, 전통 민요를 채집, 함께 현대화했다. 헝가리의 국민 영웅 하리 야노슈의 삶을 바탕으로 한 같은 제목의 오페라 등이 유명하며, 첼로의 연주어법을 극대화한 무반주 첼로 소나타는 후대 작곡가에게 큰 영향을 끼쳤다. 또 음에 대한 독보적인 연구를 접목시킨 코다이식 음악교육법도 유명하다.

## 작품

### 오페라
- 하리 야노슈 작품번호 15 (1926)

### 관현악
- 여름 저녁(1906, 1929년 개작)
- 극장 서곡(1931)
- 갈란타의 춤(1933)
- 공작새 변주곡(1939)
- 관현악을 위한 협주곡(1940)
- 교향곡 다장조(1961)

### 실내악
- 바이올린과 피아노를 위한 아다지오(1905)
- 현악 4중주 1번 다단조 작품번호 2(1909)
- 첼로소나타 작품번호 4(1910)
- 바이올린과 첼로를 위한 2중주 작품번호 7(1914)
- 무반주 첼로 소나타 나단조 작품번호 8(1915)
- 현악 4중주 2번 작품번호 10(1917)
- 2대의 바이올린과 첼로를 위한 3중주 작품번호 12(1920)

### 피아노
- 드뷔시 동기 명상(1906)
- 9개의 소품 작품번호 3(1909)
- 7개의 소품 작품번호 11(1917~8)

### 가곡
- 4개의 노래(1907)
- 노래 소리 작품번호 1(1907~9)
- 2개의 노래 작품번호 5(1912~17)
- 마지막 노래 작품번호 6(1912~17)
- 5개의 노래 작품번호 9(1915~18)
- 3개의 노래 작품번호 14(1924~29)

### 합창
- 헝가리 시편 작품번호 13(1923)
- 테 데움(1936)
- 작은 미사(1944)

## 같이 보기
- 계명창